# WWE Backlash
Pour les articles homonymes, voir Backlash.
WWE Backlash est un événement annuel de catch (Lutte Professionnelle) organisé, produit et promu par la fédération World Wrestling Entertainment (WWE), et vidéo-diffusé selon le principe du paiement à la séance (pay-per-view). La première édition de cet événement a eu lieu le 25 avril 1999.
et il se déroula de 1999 à 2009 chaque année au mois d'avril, étant le tout premier événement live donné juste après WrestleMania : il mettait donc en scène beaucoup de matches revanche. Exclusif à Monday Night RAW de 2004 à 2006, il a disparu après l'édition 2009, étant remplacé en 2010 par Extreme Rules qui était alors décalé en avril. À la suite du retour du WWE Brand Extension, le 19 juillet 2016, le retour de WWE Backlash est annoncé le 11 septembre 2016 en tant qu’événement exclusif à la division SmackDown.

## Historique deBacklash
Backlash était donné de façon ininterrompue depuis dix ans par la WWF\WWE avant sa suppression. Il était le premier événement suivant WrestleMania, d'où son nom et son concept : Backlash ("retour de bâton") était le plus souvent composé de matches dits matches-revanche de WresteMania , au cours duquel le perdant de mars visait à reprendre un titre perdu ou à tenter de le conquérir à nouveau)
 Événement exclusif à Raw
 Événement  exclusif à SmackDown
| #                                                                             | Événement                                | Ville                       | Lieu                        | Main Event | Spectateurs |
| ----------------------------------------------------------------------------- | ---------------------------------------- | --------------------------- | --------------------------- | --- | ----------- |
| 1                                                                             | Backlash (1999) 25 avril 1999            | Providence (Rhode Island)   | Providence Civic Center     | Steve Austin (c) contre The Rock pour le WWF Championship (avec Shane McMahon en tant qu'arbitre spécial)                     | 10 939      |
| 2                                                                             | Backlash (2000) 30 avril 2000            | Washington, D.C. (Virginie) | MCI Center                  | Triple H (c) contre The Rock pour le WWF Championship (avec Shane McMahon en tant qu'arbitre spécial)                         | 17 867      |
| 3                                                                             | Backlash (2001) 29 avril 2001            | Chicago (Illinois)          | Allstate Arena              | The Undertaker et Kane (c) contre Steve Austin et Triple H pour le WWF Tag Team Championship                                  | 15 592      |
| 4                                                                             | Backlash (2002) 21 avril 2002            | Kansas City (Missouri)      | Kemper Arena                | Triple H (c) contre Hulk Hogan pour le WWF Undisputed Championship                                                            | 12 489      |
| 5                                                                             | Backlash (2003) 27 avril 2003            | Worcester (Massachusetts)   | Worcester Centrum           | Goldberg contre The Rock | 10 000      |
| 6                                                                             | Backlash (2004) 18 avril 2004            | Edmonton (Alberta)          | Rexall Place                | Chris Benoit (c) contre Shawn Michaels contre Triple H dans un Triple Threat match pour le WWE World Heavyweight Championship | 16 839      |
| 7                                                                             | Backlash (2005) 1er mai 2005             | Manchester (New Hampshire)  | Verizon Wireless Arena      | Batista (c) contre Triple H (avec Ric Flair) pour le WWE World Heavyweight Championship                                       | 14 000      |
| 8                                                                             | Backlash (2006) 30 avril 2006            | Lexington (Kentucky)        | Rupp Arena                  | John Cena (c) contre Triple H contre Edge (avec Lita) dans un Triple Threat match pour le WWE Championship                    | 14 000      |
| 9                                                                             | Backlash (2007) 29 avril 2007            | Atlanta (Géorgie)           | Philips Arena               | John Cena (c) contre Edge contre Randy Orton contre Shawn Michaels dans un Fatal Four Way match pour le WWE Championship      | 14 500      |
| 10                                                                            | Backlash (2008) 27 avril 2008            | Baltimore (Maryland)        | 1st Mariner Arena           | Randy Orton (c) contre John Cena contre Triple H contre JBL dans un Fatal Four Way Elimination match pour le WWE Championship | 11 277      |
| 11                                                                            | Backlash (2009) 26 avril 2009            | Providence (Rhode Island)   | Dunkin' Donuts Center       | John Cena (c) contre Edge dans un Last Man Standing match pour le WWE World Heavyweight Championship                          | 8 357       |
| 12                                                                            | Backlash (2016) 11 septembre 2016        | Richmond (Virginie)         | Richmond Coliseum (en)      | Dean Ambrose (c) contre AJ Styles pour le WWE World Championship                                                              | 7 000       |
| 13                                                                            | Backlash (2017) 21 mai 2017              | Chicago (Illinois)          | Allstate Arena              | Randy Orton (c) contre Jinder Mahal pour le WWE Championship                                                                  | 9 800       |
| 14                                                                            | Backlash (2018) 6 mai 2018               | Newark (New Jersey)         | Prudential Center           | Roman Reigns contre Samoa Joe dans un match interbrand simple                                                                 | 14 724      |
| 15                                                                            | Backlash (2020) 14 juin 2020             | Orlando (Floride)           | WWE Performance Center      | Edge contre Randy Orton dans un match simple                                                                                  | 0           |
| 16                                                                            | WrestleMania Backlash (2021) 16 mai 2021 | Tampa (Floride)             | Yuengling Center (en)       | Roman Reigns (c) (avec Paul Heyman) contre Cesaro pour le WWE Universal Championship                                          | 0           |
| 17                                                                            | WrestleMania Backlash (2022) 8 mai 2022  | Providence (Rhode Island)   | Dunkin' Donuts Center       | Drew McIntyre, Randy Orton et Riddle contre The Bloodline (Roman Reigns et The Usos)                                          | 10 050      |
| 18                                                                            | Backlash (2023) 6 mai 2023               | San Juan ( Porto Rico)      | Coliseo José Miguel Agrelot | Cody Rhodes contre Brock Lesnar dans un match simple                                                                          | 17 944      |
| 19                                                                            | Backlash France 4 mai 2024               | Décines-Charpieu ( France)  | LDLC Arena                  | Cody Rhodes (c) contre AJ Styles pour le Undisputed WWE Championship                                                          | 11 628      |
| 20                                                                            | Backlash (2025) 10 mai 2025              | Saint-Louis (Missouri)      | Enterprise Center           | À venir |             |
| (c) – désigne le(s) champion(s) défendant son/leurs titre(s) pendant le match |                                          |                             |                             | |             |